# شارلوت (کارولینای شمالی)
شارلوت یکی از شهرهای بزرگ ایالت کارولینای شمالی آمریکا است. بانک آو آمریکا در این شهر مرکزیت دارد.

## ورزش
تیم‌های کارولاینا پنترز و شارلوت هورنتس از این شهر هستند.

## مراکز دانشگاهی
- دانشگاه کارولینای شمالی در شارلوت